# Rivalität zwischen Halle und Magdeburg
|  |  |

Als Rivalität zwischen Halle und Magdeburg oder Rivalität zwischen Magdeburg und Halle wird ein ins kulturelle Gedächtnis der Region eingegangener Konflikt zwischen den knapp 100 Kilometer voneinander entfernt liegenden einzigen beiden Großstädten in Sachsen-Anhalt bezeichnet. Diese Rivalität wird auf sportlicher und kultureller Ebene als „Feindschaft“ überwiegend folkloristisch zelebriert und in den Medien und der Gesellschaft zum Teil in einer Intensität, Unerbittlichkeit und Härte[, die] in Ostdeutschland nirgends zu finden ist beschrieben.

## Geschichte

### Mittelalter

#### Das Erzbistum Magdeburg als Landesherr
Die Geschichte von Halle und Magdeburg ist seit über 1000 Jahren eng miteinander verbunden. Im Frühmittelalter entstanden während der Sorben-Feldzüge von König Karl im Jahr 805 bei Magdeburg und im Jahr 806 bei Halle fränkische Befestigungsanlagen, die jeweils die früheste Erwähnung des Ortes darstellen. Magdeburg wurde im 10. Jahrhundert ottonische Kaiserpfalz und war seit dem Jahr 967 Sitz eines Erzbistums, das aus dem magdeburgischen Moritzkloster entstand. Schon zuvor, im Jahr 961, hatte Otto I. Teile des heutigen Stadtgebiets Halles diesem Moritzkloster zugewiesen, so dass Halle über Jahrhunderte hinweg stark vom Magdeburger Erzbistum beeinflusst wurde. Dies überschritt eine normale geistige Oberherrschaft bei Weitem, da das Erzbistum Magdeburg zum einen auch über die Salzquellen verfügen konnte, und zum anderen die Burg Giebichenstein erhielt, die sich heute im Stadtgebiet von Halle befindet. Das Erzbistum war somit geistliche und weltliche Oberinstanz für Halle.
Wenige Jahrzehnte später, im Jahr 987, erhielt das Erzbistum zudem Zoll, Bann und Münze in Giebichenstein. Halle entwickelte sich als bedeutende Verkehrskreuzung, die aus den Saaleübergangen resultierte, zu einem Marktort mit mehreren Kirchen, doch im Jahr 1116 gründete Erzbischof Adelgot mit dem Kloster Neuwerk eine geistige Institution nahe der Altstadt, der die halleschen Kirchen und Kapellen unterstellt wurden, was bald zu Spannungen führte, zumal neue Kirchen und Klöster entstanden und schließlich Neuwerk 1179 mehrere Pfannen im Deutschen Born am heutigen Hallmarkt erhielt. In der Burg Giebichenstein hielten sich die Erzbischöfe häufig auf, so dass gleich mehrere von ihnen hier verstarben (Waltard im Jahr 1012, Albrecht 1403, Günther 1445, Johann 1475).

#### Freiheitsbestrebungen beider Städte
Ähnlich wie viele andere Handelsstädte entwickelte Halle Bestrebungen, eine Reichsstadt zu werden. Halle entledigte sich im Jahr 1263 weitgehend des großen Einflusses der komplizierten und vom Erzbistum Magdeburg kontrollierten Rechtslandschaft mit einem Salzgrafen, der für das „Thal“ mit den Salzkoten sowie die Münze zuständig war, einem Schultheißen, der für die Oberstadt eingesetzt wurde, und einem Burggrafen, der die hohe Gerichtsbarkeit ausübte. Zudem erhielt Halle die Zusage, dass keine weiteren Salzbrunnen oder Burgen ohne die Zustimmung der Stadt errichtet werden. Der Beitritt zum Hansebund erfolgte im Jahr 1280 und weitere bischöfliche Rechte in Halle wurden reduziert. Im Jahr 1310 wurde der Stadt ein eigenes Hallesches Recht durch Erzbischof Ruprecht bestätigt, dennoch dauerte es bis zum Jahr 1316, bis der Stadtrat ohne äußere Einflussnahme gewählt werden konnte. Das dem Magdeburger Recht angeglichene Recht, wurde hingegen bereits im 12. Jahrhundert hunderten anderen Städten über das Neumarkter Recht weitergegeben.
Die halleschen Vorstädte im Süden (Glaucha) und Norden (Neumarkt) wurden unterschiedlich stark vom Erzbistum kontrolliert. Glaucha unterstand einem erzbischöflichen Gericht, in Neumarkt konnte Halle hingegen schon 1212 gerichtlichen Einfluss erlangen. Die Einwohner Glauchas waren dem Erzbistum Magdeburg noch lange Zeit zu Frohn- und Hofediensten verpflichtet, welche ihnen aufgrund der dort herrschenden Armut erst 1474 auf drei Tage im Jahr reduziert wurden. Dieser Entwicklungsunterschied führte zur scherzhaften Unterscheidung in „Hallenser, Halloren und Hallunken“, wobei mit „Hallunken“ die Einwohner Glauchas gemeint waren. Die Stadt Halle konnte im Laufe des 14. Jahrhunderts erreichen, dass zeitweise keine Salzgrafen mehr eingesetzt werden, übernahm die Besetzung des Amtes des Burggrafen und das Burggedinge.
Ähnliche Prozesse vollzogen sich in Magdeburg jeweils früher. Die erzbischöflichen Zusagen des frühen 14. Jahrhunderts wurden allerdings teilweise nicht eingehalten. Beide Städte gingen daher im Jahr 1324 ein „ewiges Bündnis“ ein, das 1343 erneuert wurde. Im Rahmen der ersten Kämpfe Halles und Magdeburgs gegen den Erzbischof Burchard kam es 1325 zu dessen Ermordung in Magdeburg. Er hatte beiden Städten durch Abgabenforderungen auf Salzfabrikation und deren Ausfuhr sowie die Anlage von Burgen geschadet. Magdeburg wurde gebannt, musste schwere Konsequenzen tragen, die Hoffnung auf die Reichsunmittelbarkeit aufgeben und geriet in die Rolle einer erzbischöflichen Stadt, wohingegen Halles Position kurzzeitig gestärkt wurde.
Halles Aufstieg war wesentlich dem Salzhandel und den Salzstraßen zu verdanken, so dass nach der Erlangung der Kontrolle über die Salzquellen auch die Kontrolle über die Salzstraßen für die Stadt besonders wichtig war. Die Umzingelung der Stadt mit Besitzungen und Gründungen des Erzstifts (nördlich Burg Giebichenstein, Kloster Neuwerk; südlich Vorstadt Glaucha, westliche Deutschordenskommende) war daher ein starkes Hindernis. Von dem Erzbischof Albrecht ließ es sich daher zusichern, die Zölle in Giebichenstein solange nicht zu erhöhen, bis Halle eine vorgeschossene Geldsumme zurückerhalte.

#### Kriegerische Konflikte im 15. Jahrhundert
Als Halle im Jahr 1412 den erzbischöflichen Salzgrafen Hans von Hedersleben wegen angeblicher Falschmünzerei hinrichtete, eskalierte der Konflikt mit dem Erzbischof Günter, der Halle im Jahr 1414 belagern und die Ernte im Umland zerstören ließ. Halle war in dieser Zeit in Acht und Bann, welche schließlich 1414 aufgehoben wurden. Dies führte aber auch zur Verstärkung eines innerstädtischen Konflikts zwischen den halleschen Pfännern/Patriziern, die den Stadtrat dominierten, und den Innungen sowie den restlichen Bewohnern, denn die Lösung aus Bann und Acht hatte viel Geld gekostet. Zudem hatten die Hallenser die Stadt nicht verlassen können, da auch die Kurfürsten von Sachsen und die Landgrafen von Thüringen, also die direkten Nachbarn, der Stadt Fehdebriefe gesandt hatten. Ein Jahrzehnt später kam es zur Anklage Günters gegen die Stadt Halle beim König Sigismund, 1424 wurde ihm Recht gegeben. Da Halle aber weiterhin Entscheidungen ohne Günters Einwilligung traf, überließ dieser seinem Bruder Heinrich von Schwarzburg die Burgen in Egeln und Friedeburg, um von diesen aus Halle zu bedrängen.
Der Söldner Henning Strobart stieg in diesem Kontext zum Stadthauptmann von Halle auf. Er verschärfte den innerstädtischen Konflikt ebenso wie den mit dem Erzbischof. Nach einem Kompromiss von 1427 kam es 1434 zu einem erneuten Kampf mit Günter, denn Magdeburg hatte diesen 1431 erfolgreich befehdet. Strobart führte die Hallenser gegen das Schloss Friedeburg, welches erobert wurde. Günter hatte zu diesem Zeitpunkt schon bei seinem Bruder in Sondershausen Schutz gesucht und 1433 auf dem Konzil von Basel Magdeburg den Bann angedroht, der dann schließlich beide Städte traf. Abgeordnete Halles unterwarfen sich vor dem Konzil dem Erzbischof und versprachen, das Bündnis mit der Stadt Magdeburg nicht fortzusetzen, doch die Gemeinde verlangte bei deren Rückkehr die Beibehaltung des Bündnisses und setzte den Rat schließlich fest, weshalb Magdeburg und andere Städte Vermittler entsandten, was zur Erneuerung des Bündnisses führte. Der Rat von Magdeburg half offenbar in der Folge bei der Umgestaltung des Stadtrates von Halle zu Ungunsten der Pfänner mit, wogegen diese 1438 erfolglos zu revoltieren versuchten.
Opfer dieses Konflikts mit Günter wurde auch die Burg Langenbogen, die dem Erzbistum Magdeburg gehörte und sich direkt unterhalb der wichtigen Rheinstraße nach Westen auf halber Strecke nach Eisleben befand. Bereits im Jahr 1408 waren Hallenser erstmals dorthin gezogen und hatten den dortigen Vogt Magdeburgs überfallen, nachdem Erzbischof Günter entgegen der Zusagen Albrechts und Günters die Zölle in Trotha (heute nördlicher Ortsteil von Halle) und Bruckdorf (heute südöstlicher Ortsteil von Halle) erhöht hatte. Auch der Weinberg bei Giebichenstein war damals von Plünderungen betroffen. Die daraufhin folgenden langjährigen Schiedsgerichte und Klagen sorgten für keine Besserung und so kam es schließlich zur Zerstörung der Burg Langenbogen.

#### Besetzung von Halle
Strobarts Einfluss sank und wurde schließlich vom Stadtrat und dem Erzbischof in Zusammenarbeit in den 1450er Jahren gebrochen, doch entschied man sich in der Folge aus bloßem Opportunismus für die zunehmende Zusammenarbeit mit dem Erzbischof, dessen Einfluss die Pfänner über Jahrhunderte hinweg zurückgedrängt hatten. Durch Ernst von Sachsen, seit 1476 Erzbischof von Magdeburg, und seine Berater ermuntert, begannen die halleschen Innungen im September 1478 einen bewaffneten Aufstand gegen die Pfänner. Infolgedessen wurde Halle von erzbischöflichen Truppen sowie Einheiten der Askanier, der Grafen von Mansfeld und der Edelherren von Querfurt eingenommen und besetzt sowie mit der Regimentsordnung von 1479 und der Willkür von 1482 die Rechte der Stadt Halle durch den Erzbischof von Magdeburg beschnitten. So wurden die Salzquellen erneut mit einer Abgabe von 25 Prozent belegt. Auch endete damit die Mitgliedschaft in der Hanse.
Die ab 1479 errichtete und nach dem Schutzheiligen des Magdeburger Erzbistums, St. Mauritius, benannte Festung Moritzburg in Halle diente als Zwingburg gegen die unterworfene Stadt, um sie „besser in Gehorsam, Unterwürfigkeit und Ruhe“ zu erhalten, und war ab 1503 die Residenz des Magdeburger Erzbischofs. Auch in der halleschen Moritzburg starben mehrere der Magdeburger Erzbischöfe (Ernst 1513, Johann Albrecht 1550, Sigismund 1556), was deren weiterhin häufige Anwesenheit zusätzlich belegt.

### Frühe Neuzeit

#### Zerstörung von Magdeburg
Im Dreißigjährigen Krieg verschonte Johann T’Serclaes von Tilly die Bauwerke der Stadt Halle weitestgehend. Einzig die Moritzburg brannte aus. In der Magdeburger Hochzeit hingegen zerstörten Tillys Truppen im Jahr 1631 die Stadt fast gänzlich. Es dauerte über 200 Jahre, bis Magdeburg wieder eine Einwohnerzahl von etwa 35.000 erreichte. Auch deshalb wählte der letzte Administrator des Erzstifts August von Sachsen-Weißenfels 1638 die Neue Residenz in Halle als Sitz und starb hier im Jahr 1680, womit die Gebiete des Erzstifts zum Herzogtum Magdeburg innerhalb des Kurfürstentums Brandenburg umgewandelt wurden. Als Residenzstadt war Halle nun Hauptstadt des Herzogtums, doch im Jahr 1692 forderte Magdeburg die Verlegung der Regierung von Halle nach Magdeburg, was der preußische König Friedrich ablehnte. Erst sein Sohn König Friedrich Wilhelm I. befahl etwa 20 Jahre später am 23. Juni 1714 die Verlegung aller Regierungsbehörden in die Stadt Magdeburg. Am 28. September 1714 stellte die Regierung ihre Arbeit in Halle ein und nahm sie am 10. Oktober 1714 in Magdeburg wieder auf. Damit endete eine über 200-jährige Tradition in Halle, und die Stadt verlor ihre Residenzfunktion wieder.

### 19. und 20. Jahrhundert
Vom Beginn des 19. Jahrhunderts bis zum Zweiten Weltkrieg waren Halle und Magdeburg wichtige florierende Teile der Provinz Sachsen. Magdeburg war bis Juni 1944 zudem die Hauptstadt dieser Provinz. 

#### Eisenbahnstreit
Bereits im Jahr 1829 wurde von Leipzig aus eine Eisenbahnstrecke über Halle nach Magdeburg angedacht. Diese wäre die erste deutsche Eisenbahn gewesen. Als sie aber im Dezember 1829 der Kaufmannschaft von Magdeburg vorgestellt wurde, kam man dort zu dem Ergebnis, dass vor allem Leipzig davon profitieren würde, man also eher einen Nachteil haben würde. Man wartete daher die erste sächsische Eisenbahn von Leipzig nach Dresden ab, da diese ohnehin den Bau bis nach Magdeburg anvisierte. Als aber im Jahr 1835 eine Eisenbahnlinie von Berlin nach Hamburg auf dem rechten Ufer der Elbe Gestalt annahm, begann man zu handeln, denn diese hätte der eigenen Elbschifffahrt geschadet, zumal die Umsetzung der Bahnstrecke Leipzig–Dresden nun näher rückte. Der Bürgermeister Magdeburgs August Wilhelm Francke setzte sich daraufhin in Berlin dafür ein, dass Magdeburg-Leipzig entstehe, Hamburg-Berlin aber nicht unterstützt werde. Zusammen mit der Fürsprache des Hallensers Ludwig Wucherer, der die zahlreichen entstehenden Vorteile Halles auflistete, bewarb sich Francke um eine Konzession, nachdem man Friedrich List diffamiert hatte, von dem die ursprüngliche Idee eines deutschen Eisenbahnnetzes samt einer Strecke von Leipzig über Halle nach Magdeburg stammte.
Sobald man die Konzession für die Bahnstrecke Magdeburg–Leipzig erlangt hatte, versuchte Magdeburg aber Halle auszubooten und die Strecke über Brehna östlich an der Stadt vorbei zu führen. Francke begründete dies gegenüber der preußischen Regierung mit geringeren Kosten und einer schnelleren Anbindung, die nicht auf Kosten einer einzelnen Stadt geopfert werden dürften. Er ließ aber auch erkennen, dass er den Handelskonkurrenten ausschalten wollte, denn er führte aus, dass Magdeburg ohnehin schon im Niedergang zu Gunsten von Halle sei, seit man das Stapelrecht verlor, die Elbschiffahrtsakte der Elbschiffahrtskommission eingeführt wurde und Sachsen in den Zollverein eintrat. Er erreichte damit aber das Gegenteil, denn der Änderungsantrag Magdeburgs wurde nicht nur abgelehnt, sondern Befremden über dieses Anliegen geäußert. Zudem wurde nun besonders darauf geachtet, dass die Bezeichnung Magdeburg-Köthen-Halle-Leipziger Eisenbahn-Gesellschaft statt Magdeburg-Köthen-Leipziger Eisenbahn-Gesellschaft benutzt wurde.

#### Städtestreit
Im 20. Jahrhundert zogen durch den Wohnungsbedarf der Arbeiter in der chemischen Industrie bei Halle viele neue Bewohner in die Saalestadt, um zur Arbeit nach Leuna und in andere Orte zu pendeln, wo der Wohnraum knapp war. In diesem Kontext kam es zum Streit zwischen verschiedenen Städten, was Kerstin Küpperbusch gar einen „mitteldeutschen Städtekrieg“ nannte, und in dem man zum Beispiel Halles Entwicklung zur Arbeiterwohnstadt diskreditierte. Die verschiedenen Städte halfen einander nur dann, wenn sie damit einer anderen Stadt schaden konnten, so ihr Eindruck. Wiederholt kam es hierbei zum Vorschlag der Verlegung von Behörden zwischen den Städten, etwa der Reichspostdirektion Halle nach Erfurt, des Provinzialverbandes von Merseburg nach Magdeburg beziehungsweise Halle oder der Auflösung und Angliederung der Reichsbahndirektion Halle. Auch die lokalen Medien stiegen mit ein.

„Magdeburger sowohl wie die Leipziger sind immer und bei jeder Gelegenheit bestrebt, Halle als kleinere und unbedeutendere Stadt zu diskreditieren. Halle muß daraus für sich Nutzanwendung ziehen im Interesse seines Wirtschafts- und Verkehrslebens, daß es alle Möglichkeiten, die durch die zentrale Lage im Industriegebiet so reich gegeben sind zu seiner Entwicklung und seinem Emporblühen sorgfältig ausnutzt.“

Wie aus dem Zitat ersichtlich wird, war dies aber keine allein auf Magdeburg und Halle beschränkte Angelegenheit, sondern Teil des wirtschaftlichen Vormachtskampfes in Mitteldeutschland.

#### Der Zweite Weltkrieg und seine Folgen
Die florierende Phase endete zum Ende des Zweiten Weltkriegs in beiden Städten. Beim Luftangriff auf Magdeburg am 16. Januar 1945 wurde die Innenstadt abermals, wie etwa 300 Jahre zuvor, fast vollständig zerstört. Halle hingegen entging größeren Kampfhandlungen und hatte kaum Zerstörungen zu beklagen.
Der Name der Provinz Sachsen wurde nach der ersten Landtagswahl am 20. Oktober 1946 in Provinz Sachsen-Anhalt und am 21. Juli 1947 in Land Sachsen-Anhalt geändert. Als Landeshauptstadt wurde Halle bestimmt, da es im Gegensatz zu Magdeburg kaum zerstört war. Im Juli 1952 wurde das Land Sachsen-Anhalt im Rahmen der Verwaltungsreform aufgelöst und es entstanden die beiden Bezirke Halle und Magdeburg. Beide Städte wurden damit erstmals in ihrer Geschichte gleichgestellt und die Rivalitäten kamen vorerst bis 1990 weitestgehend zum Erliegen.

### Hauptstadtfrage
Die eigentliche, heutzutage tief verankerte Rivalität zwischen den beiden Städten Halle und Magdeburg begann mit dem Ende der DDR, der Wiederherstellung des Landes Sachsen-Anhalt am 3. Oktober 1990 und der damit zu treffenden Entscheidung einer neuen Landeshauptstadt erneut aufzuflackern.
Halle argumentierte, dass es bereits nach dem Zweiten Weltkrieg Landeshauptstadt war und zum damaligen Zeitpunkt etwa 30.000 Einwohner mehr als Magdeburg hatte. Der Direktor des Stadtarchives Halle erklärte, dass die Stadt die Hauptstadtwürde seit 1947 nie verloren hätte, weil das Land Sachsen-Anhalt nie aufgelöst worden sei. Ebenso wurde die Bedeutung der Stadt als wichtigstes Wirtschafts- und Bildungszentrum in Sachsen-Anhalt hervorgehoben. Auf Halles Seite entstand der Slogan Einer für alle, alle für Halle.
Magdeburg wiederum betonte, dass es bereits Hauptstadt der Provinz Sachsen und Residenzstadt war, es im Land deutlich zentraler läge und Halle eine Hochburg der SED gewesen sei und daher nicht würdig, den Rang einer Landeshauptstadt innezuhaben.
Im Juli 1990 wurde zu einer Beratung nach Zerbst eingeladen, um sich auf ein gemeinsames Verfahren zur Regelung der Hauptstadtfrage zu einigen. In dieser Beratung wurde beschlossen, dass vom 15. bis 30. August 1990 eine geheime Abstimmung der 2489 Abgeordneten in den 37 Kreistagen und Stadtverordnetenversammlungen über die Landeshauptstadt durchgeführt werden soll. Von 2180 gültigen Stimmen entfielen 882 auf Halle und 1298 auf Magdeburg. Das Ergebnis hatte für die Landtagsabgeordneten nur empfehlenden Charakter, führte aber bei der Abstimmung im Rahmen der konstituierenden Sitzung des Landtags am 28. Oktober 1990 zu 49 Stimmen für Halle und 57 Stimmen für Magdeburg. Die ausschlaggebenden Stimmen für Magdeburg kamen zumeist von den Abgeordneten aus Dessau, die sich ebenfalls als Landeshauptstadt beworben hatten, aber aufgrund von Differenzen mit halleschen Abgeordneten und nach ihrer Niederlage im ersten Wahlgang für Magdeburg stimmten.

„Hören Sie mal, im Falle einer Volksabstimmung über die Landeshauptstadt-Frage garantiere ich Ihnen, dass in Dessau jeder für Magdeburg stimmt. Einschließlich derer, die noch nie in Magdeburg waren.“

Vor der Abstimmung gab es keine parlamentarische Debatte, wie es üblich ist, und es ist bis heute die einzige Abstimmung im Landtag, die geheim erfolgte.

## Einwohnerzahlen (1300 bis Gegenwart)
| Jahr | Halle (135,02 km²) | Magdeburg (201,03 km²) |
| ---- | ------------------ | ---------------------- |
| 1300 | 04.000             |                        |
| 1400 | 05.000             | 030.000                |
| 1500 | 07.000             | 034.000                |
| 1600 | 010.000            | 025.000                |
| 1800 | 015.159            | 022.676                |
| 1819 | 023.408            | 035.824                |
| 1840 | 028.149            | 050.898                |
| 1855 | 036.430            | 061.500                |
| 1875 | 060.503            | 087.925                |
| 1890 | 101.401            | 202.234                |
| 1900 | 156.609            | 229.667                |
| 1930 | 203.829            | 307.935                |
| 1960 | 277.855            | 261.594                |
| 1989 | 230.725            | 288.335                |
| 1990 | 310.234            | 278.807                |
| 2021 | 238.061            | 236.188                |
| 2023 | 227.693            | 242.491                |

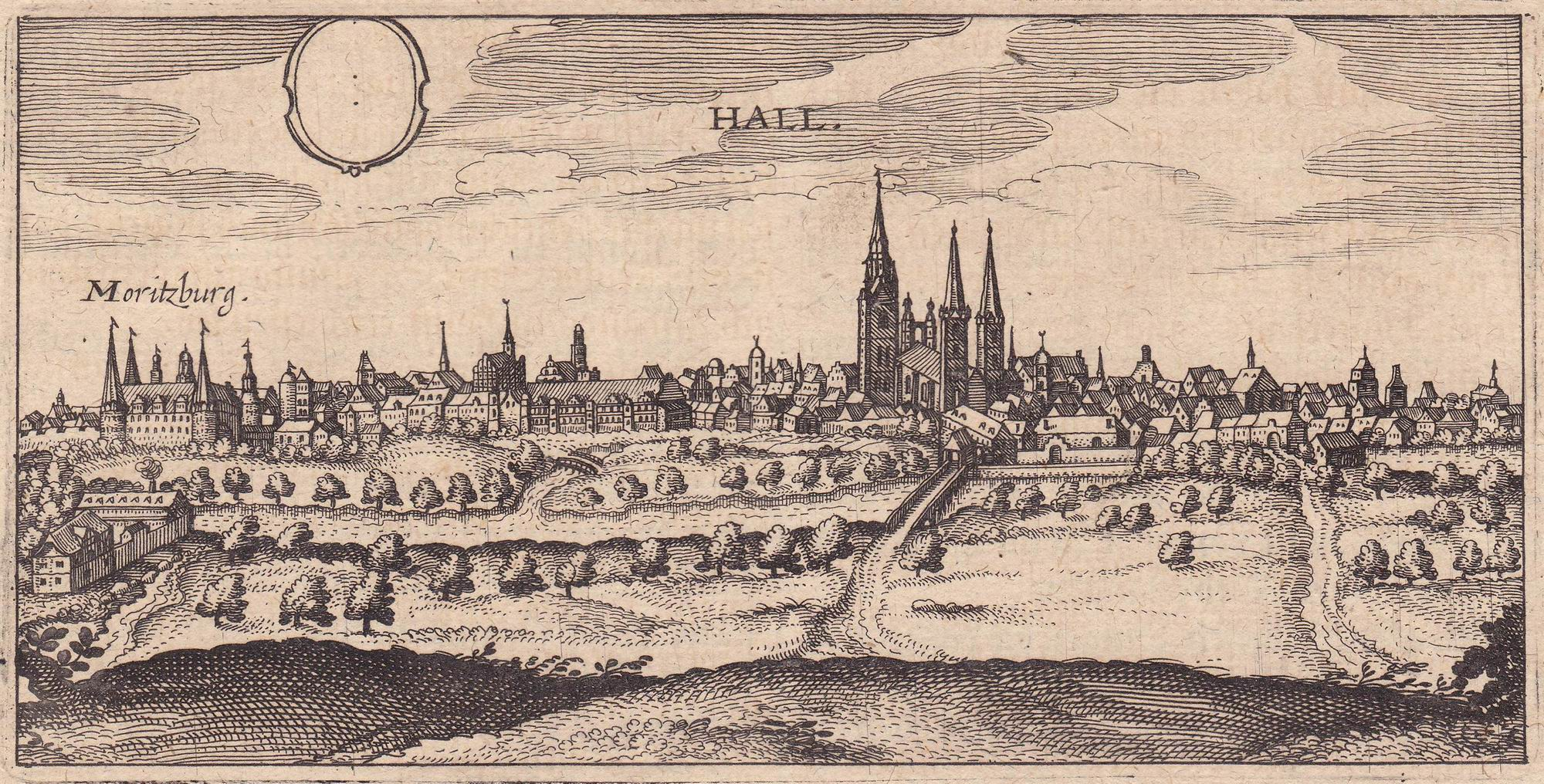
Halle im 17. Jahrhundert

Magdeburg im 17. Jahrhundert

Durch Eingemeindungen und wirtschaftliches Wachstum kamen beide Großstädte Ende des 19. Jahrhunderts auf sechsstellige Einwohnerzahlen. Das sprunghafte Wachstum der Einwohnerzahl Magdeburgs bis 1890 begründet sich auf der Eingemeindung von Neustadt-Magdeburg 1886 und Buckau 1887, das Wachstum Halles 1990 auf der Eingemeindung von Halle-Neustadt. Seit Anfang des 21. Jahrhunderts hatten sie bis 2022 etwa gleich viele Einwohner, wobei der hallesche Vorsprung von etwa ein- bis zweitausend Einwohnern immer wieder zu Differenzen führte und versucht wurde, die Zahlen für die jeweilige Stadt höher zu interpretieren. Infolge des Zensus 2022 wurde die Einwohnerzahl von Halle (Saale) um etwa 15.000 nach unten korrigiert, sodass die Landeshauptstadt nun einen größeren Einwohnervorsprung aufweist.

## Pflege der Rivalität im 21. Jahrhundert
Die Rivalität zwischen den beiden einzigen Großstädten im Bundesland wird von seinen Bewohnern, aber auch lokalen Politikern und Kulturschaffenden auffällig dargestellt, mit Frotzeleien wie beispielsweise Das Beste an Halle ist die Autobahn nach Magdeburg. oder Wäre Magdeburg schön, na klar, dann würde es Halle heißen.

„Dort Leben, niemals. Weil Halle die eindeutig schönere Stadt in Sachsen-Anhalt ist, viel mehr Flair hat, viel mehr Urbanität hat. Das ist in Magdeburg nicht so ausgeprägt. Deswegen würden mich keine zehn Pferde mit oder ohne Luftdruck nach Magdeburg ziehen.“

„Ein bisschen kommt es mir vor, als ob ein Landespokalsieger den DFB-Pokal beansprucht. Aber so geht ja das Spiel nicht.“

„Ich fahre jetzt von der schönsten Stadt in Sachsen-Anhalt in die zweitgrößte Stadt in Sachsen-Anhalt.“

Insbesondere die Fußballfans beider Städte bezeichnen die jeweils andere als „Verbotene Stadt“. In beiden Städten gilt es zudem als Tabu, den Namen der anderen Stadt überhaupt auszusprechen. Alternativ spricht man im Hinblick auf die bäuerlichen Traditionen in der Börde von „Magdedorf“ und seine Bewohner werden als „Bauern“ oder „Bördeferkel“ bezeichnet. Der Begriff „Magdedorf“ soll 1992 von einem damaligen Betriebsrat der SKET GmbH mit dem Ausspruch Wenn Sket kaputtgeht, wird Magdeburg zum Magdedorf geprägt worden sein. Hallenser hingegen werden von den Magdeburger Fußballfans als Halunken/Hallunken oder, aufgrund der Lage der Stadt im Mitteldeutschen Chemiedreieck, als „Chemie-Schweine“ und die Stadt selbst als „Stadt am stinkenden Fluss“ oder „Merseburg-Nord“ bezeichnet.

### Kulturpolitische Konflikte
Jede größere kulturpolitische Entscheidung wird von der jeweils anderen Stadt in Frage gestellt. Als das in Halle beheimatete Landesmuseum für Vorgeschichte die im Magdeburger Dom wiederentdeckten Gebeine der im Jahr 946 in Magdeburg verstorbenen Kaiserin Editha zur näheren Untersuchung und Konservierung nach Halle brachte, wurde dies als „Grabraub“ und „Entführung“ der Gebeine bezeichnet, da der Landesarchäologe den Oberbürgermeister Magdeburgs nicht informiert hatte.

#### Magdeburger Halbkugeln
Gesten der kulturellen Versöhnung zwischen den beiden Städten erwiesen sich ebenfalls als schwierig. So schenkte die Stadt Magdeburg der Stadt Halle anlässlich des 1200-jährigen Jubiläums der Stadterwähnung die Kopie eines ihrer Wahrzeichen: die Magdeburger Halbkugeln. Von diesen immer gleich geformten, aber unterschiedlich gestalteten Halbkugel-Nachbildungen waren in den Jahren 2002 und 2005 im Magdeburger Stadtgebiet 40 Exemplare aufgestellt worden. Eine Nachbildung fand zudem in Braunschweig ihren Standort. Entworfen hatte dieses Projekt die hallesche Künstlerin Christiane Jung. Das hallesche Exemplar wurde mit Kinderzeichnungen versehen und im Jahr 2006 in der Fußgängerzone zwischen Hauptbahnhof und Riebeckplatz aufgestellt. Die Skulptur wurde bald darauf beschmiert und beschädigt, so dass sie abgebaut wurde, um sie zu restaurieren. Die Wiederaufstellung erfolgte allerdings zunächst nicht. Im Jahr 2009 wurde eine Aufstellung in einer Kindertagesstätte in Halle vorgeschlagen, aber abgelehnt. Die dabei entstandene Debatte führte zur Übernahme der Skulptur durch die Martin-Luther-Universität Halle-Wittenberg, die sie im Jahr 2010 auf dem Weinberg Campus aufstellte. Diese Halbkugeln an der Ecke der Theodor-Lieser-Straße zur Karl-Freiherr-von-Fritsch-Straße wurden zudem neu gestaltet und mit griechischen Zitaten verziert. Seit August 2023 gibt es ein zweites Kunstwerk in Halle, das die Magdeburger Halbkugeln darstellt und sich am Thüringer Bahnhof befindet.

#### Europäische Kulturhauptstadt
Als Halle im Jahr 2016 verkündete, dass es sich ebenfalls um den Titel Kulturhauptstadt Europas 2025 bewerben könnte, nachdem Magdeburg dies bereits fünf Jahre lang vorbereitet hatte, kommentierte der Oberbürgermeister von Magdeburg diese Ankündigung mit den Worten: „Was diese selbst ernannte Kulturhauptstadt Halle da macht, interessiert mich überhaupt nicht.“ Bereits zuvor hatte sich Magdeburg im Koalitionsvertrag eine Unterstützung der Landesregierung zusichern lassen. Der Bildungsminister Sachsen-Anhalts und hallesche CDU-Vorsitzende Marco Tullner hatte diese Bewerbung aber in Frage gestellt, da Halle die Kulturhauptstadt Sachsen-Anhalts sei. Trümper kommentierte diese Provokation daher mit den Worten: „Ich kritisiere, dass weil sich eine Stadt im Land als Kulturhauptstadt versteht, sich eine andere Stadt nicht als europäische Kulturhauptstadt bewerben dürfen soll. Das ist absurd. Ich weiß gar nicht, was man für eine depressive Haltung haben muss, um eine solche Diskussion zu führen.“ Zugleich sah er aber Magdeburg als vom Land benachteiligte Stadt an:

„Da gibt es eine Ungleichheit zu Ungunsten Magdeburgs. Es gab nie eine Gleichbehandlung und gibt sie auch heute nicht, obwohl wir die seit Jahren einfordern.“

Tatsächlich wurde in Magdeburg nach der Hauptstadtentscheidung aber sehr viel Geld in die Sanierung der Stadt gesteckt und zudem hatte die Elbestadt trotz fehlender Universitätstradition im Jahr 1993 seine Technische Universität (gegründet 1987) durch den Zusammenschluss mit anderen Hochschul-Einrichtungen zur Otto-von-Guericke-Universität Magdeburg aufgewertet und somit eine Konkurrenz zur traditionsreichen Martin-Luther-Universität Halle-Wittenberg geschaffen. Die behauptete Benachteiligung machte Trümper daher insbesondere am Fehlen eines Landesmuseums in Magdeburg fest. Der Kulturminister Sachsen-Anhalts Rainer Robra sicherte aber umgehend Magdeburg die Unterstützung auch im Fall einer Bewerbung Halles zu, zumal sich Halle bereits erfolglos für das Jahr 2010 beworben hatte. Zudem kritisierte er den Streit der beiden Städte:

„Es wäre schön, wenn weniger regionale Befindlichkeiten im Zentrum der Debatte ständen, sondern ein edler Wettbewerb um die besten Ideen und Konzepte. Dann würde auch der Kulturstandort Sachsen-Anhalt insgesamt davon profitieren.“

Letztendlich kam es zu keiner halleschen Bewerbung und Chemnitz wurde als deutscher Kandidat ausgewählt.

#### Zukunftszentrum für Deutsche Einheit und Europäische Transformation
Nur wenige Jahre danach gab es erneut Verstimmungen zwischen beiden Städten, nachdem sowohl Halle als auch Magdeburg sich im Jahr 2022 um das Zukunftszentrum für Deutsche Einheit und Europäische Transformation bewerben wollten. Diesmal entschied sich das Land Sachsen-Anhalt für die Unterstützung Halles. Die – Monate später erfolgreiche – Entscheidung für den Riebeckplatz in Halle kommentierte Martin Rieß, Journalist der Magdeburger Volksstimme, als „wenig einleuchtend“ sowie mit den Worten: „Ist das ihr Ernst? Womöglich ist der für Hallenser Verhältnisse gut zu erreichen. Von der Erreichbarkeit wäre das Schkeuditzer Kreuz wohl die besser Wahl gewesen.“ Statt für die 100 Jahre alte Hermann-Gieseler-Halle in Magdeburg habe man sich „für einen Platz entschieden, der über Jahrhunderte als Galgenplatz diente, der später eine Grünanlage mit Gastwirtschaften war und der seit dem Zweiten Weltkrieg ein visionsloser städtebaulicher Missstand ist, der nun mit Steuergeldern aufgepimpt werden soll – ohne dass die Stadtgesellschaft Halle ernsthaft bestrebt gewesen wäre, daran etwas grundlegendes zu ändern.“
Die Magdeburger Bürgermeisterin Dolores Stieler-Hinz kritisierte die Entscheidung ebenfalls, bezeichnete sie als politisch motiviert und äußerte: “Wir hoffen, dass sich der Blick des Landes mittelfristig vom Süden löst und auch wieder auf die Errungenschaften in der Mitte und im Norden Sachsen-Anhalts lenkt.” Manuela Schwartz – Rektorin der Hochschule Magdeburg-Stendal – kritisierte, dass das Land in einen dynamischen Wettstreit der Städte eingegriffen habe und Jens Strackeljan – Rektor der Otto-von-Guericke-Universität Magdeburg – erklärte, er könne der Begründung in vielen Punkten nicht folgen. Nachdem Halle Monate später den Zuschlag erhielt, äußerte der Leiter des MDR-Regionalstudios Halle dazu:

„Oft genug hat Halle bei Entscheidungen den Kürzeren gezogen, oft genug war Halle die Nummer zwei nach Magdeburg oder der Schwesterstadt Leipzig.“

Bemerkenswert an diesen vier Äußerungen ist, dass keine der Personen in Halle oder Magdeburg geboren wurde und sie teils erst seit wenigen Jahren in der jeweiligen Stadt lebten. So kam Stieler-Hinz erst im Jahr 2020 aus Nordrhein-Westfalen nach Magdeburg und Weyrich erst 2021 aus Schwaben nach Halle.